# El Aquichal (Laja Segunda)
El Aquichal är en ort i Mexiko.   Den ligger i kommunen Tantoyuca och delstaten Veracruz, i den sydöstra delen av landet, 240 km norr om huvudstaden Mexico City. El Aquichal ligger 124 meter över havet och antalet invånare är 380.
Terrängen runt El Aquichal är platt. Runt El Aquichal är det ganska tätbefolkat, med 72 invånare per kvadratkilometer. Närmaste större samhälle är Tantoyuca, 11,6 km söder om El Aquichal. Trakten runt El Aquichal består till största delen av jordbruksmark.